# Glossina

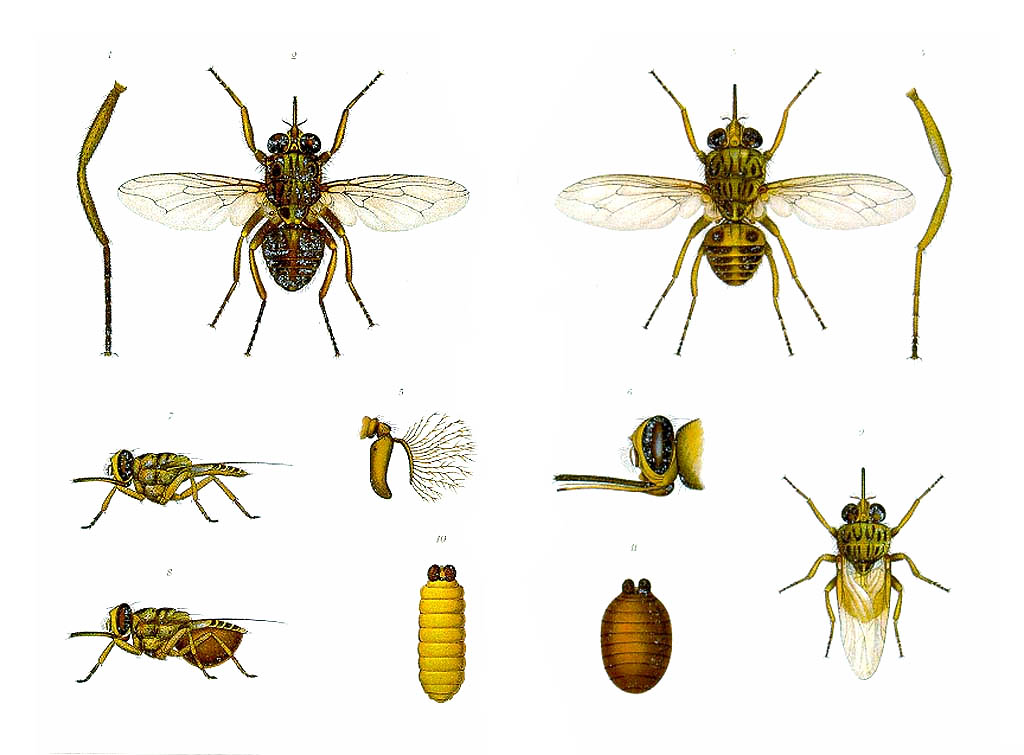
Glossina palpalis y G. morsitans según el léxico de 1920

Glossina es un género de moscas hematófagas africanas, conocidas popularmente como moscas tsé-tsé. Es el único género de la familia Glossinidae. Se conocen 23 especies (o hasta 31 según otras clasificaciones) y diversas subespecies. Son vectores biológicos que transmiten el agente patógeno Trypanosoma brucei, un protozoo que causa la nagana en los animales y la tripanosomiasis africana o enfermedad del sueño en el ser humano.
La enfermedad del sueño amenaza a más de sesenta millones de habitantes de las zonas rurales de África oriental, occidental y central, especialmente a aquellos que se dedican a la pesca tradicional, agricultura, ganadería y caza.
Las moscas tsé-tsé actuales existen desde al menos 34 millones de años. Se han recuperado e identificado fósiles del yacimiento fosilífero de Florissant en Colorado datados con esa antigüedad.

## Características
Este insecto mide entre 6 y 16 mm de longitud corporal y tiene una coloración que puede tener combinaciones de gris, marrón oscuro y marrón amarillento. 
Las moscas tsé-tsé son vagamente similares a otras moscas comunes, como la mosca doméstica, pero pueden ser distinguidas por cuatro características de su anatomía, dos de las cuales son fáciles de observar:
- La mosca tsé-tsé pliega sus alas completamente cuando está en reposo de tal modo que una descansa directamente sobre la otra sobre el abdomen.
- La mosca tsé-tsé tiene una larga probóscide, que se extiende directamente hacia delante y está conectada por un bulbo en la parte inferior de su cabeza.
- Otros detalles son la forma de la célula discal del ala y la arista de la antena con pelos ramificados.

## Ciclo vital

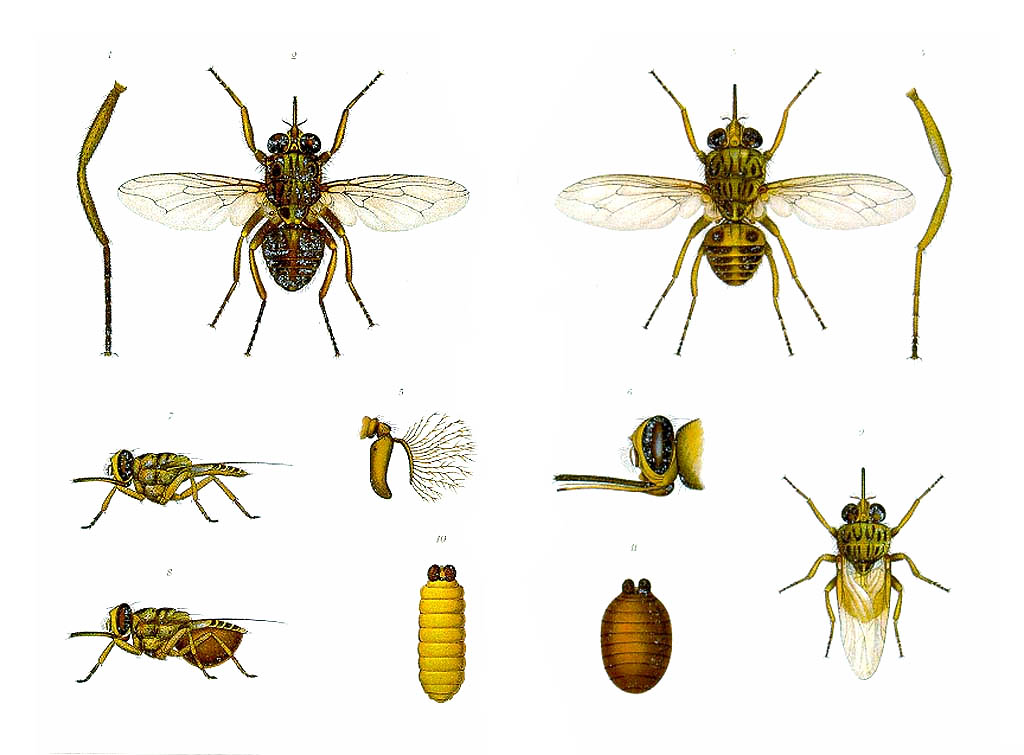
Glossina palpalis y G. morsitans de un léxico de 1920

Las moscas tsé tsé tienen un ciclo vital inusual. La hembra produce un solo huevo en cada puesta, y la larva permanece en el útero durante los  tres estados de su desarrollo, un tipo de viviparidad.  La hembra alimenta a la larva con las secreciones lechosas de una glándula modificada del útero. La larva emerge después de completar su tercer estadio larvario y desarrollo,  Las larvas recién nacidas se arrastran hasta el suelo y entierran en el suelo y desarrollan un caparazón exterior duro (llamado caja puparial), dentro del cual completan sus transformaciones morfológicas en moscas adultas. La mosca adulta emerge después de 20 a 30 días. La mosca tsetsé es multivoltina y de larga vida, por lo general produce alrededor de cuatro crías por año y hasta 31 crías durante su vida útil.

## Área de distribución

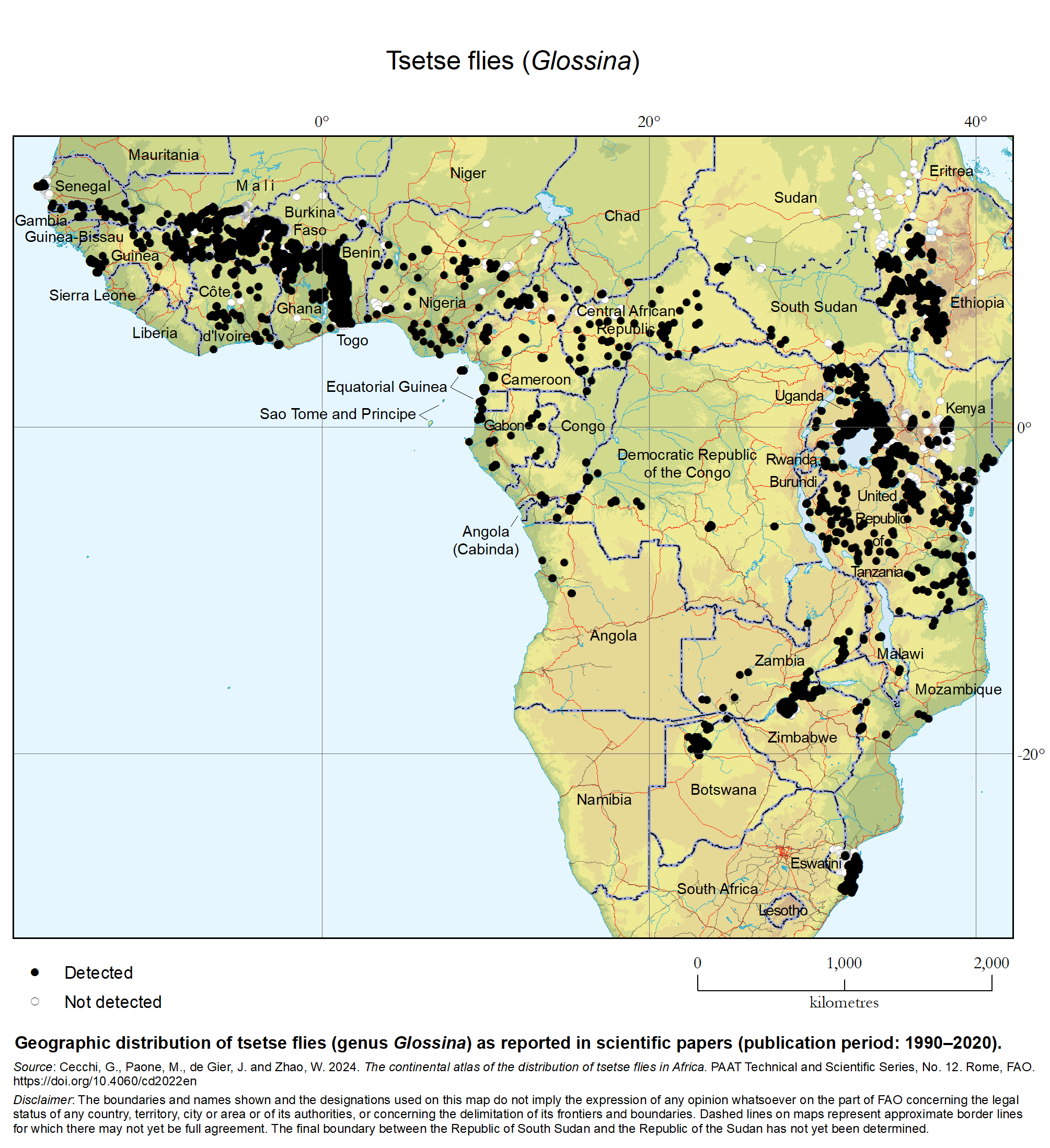
Distribución geográfica de la mosca tsetsé, género Glossina, en África, según los artículos científicos - Periodo de publicación1990-2020.

El género Glossina está casi totalmente restringido a praderas arboladas y zonas boscosas de los afrotrópicos. En 1990, se tenía constancia de la presencia de la mosca tsetsé desde una latitud máxima de aproximadamente 15° al norte en Senegal (región de Niayes), hasta un mínimo de 28,5° al sur en Sudáfrica (provincia de KwaZulu-Natal).
Sólo dos subespecies - G. f. fuscipes] y G. m. submorsitans] - están presentes en el suroeste de Arabia Saudí. Aunque Carter encontró G. tachiniodes en 1903 cerca, cerca de Aden en el sur de Yemen, no ha habido confirmaciones desde entonces.

## Especies
El género Glossina se subdivide generalmente en tres grupos de especies, sobre la base de su distribución geográfica, comportamiento y morfología:
- Grupo morsitans (moscas tsé-tsé de sabana)

Glossina austeni (Newstead, 1912)
Glossina longipalpis (Wiedemann, 1830)
Glossina morsitans (Wiedemann, 1850)
Glossina morsitans morsitans (Wiedemann, 1850)
Glossina morsitans centralis (Machado, 1970)
Glossina morsitans submorsitans (Newstead, 1911)
Glossina pallidipes (Austen, 1903)
Glossina swynnertoni (Austen, 1923)
- Grupo fusca (moscas tsé-tsé de bosque)

Glossina brevipalpis (Newstead, 1911)
Glossina fusca (Walker, 1849)
Glossina fusca fusca (Walker, 1849)
Glossina fusca congolensis (Newstead and Evans, 1921)
Glossina fuscipleuris (Austen, 1911)
Glossina frezili (Gouteux, 1987)
Glossina haningtoni (Newstead and Evans, 1922)
Glossina longipennis (Corti, 1895)
Glossina medicorum (Austen, 1911)
Glossina nashi (Potts,1955)
Glossina nigrofusca (Newstead, 1911)
Glossina nigrofusca nigrofusca (Newstead, 1911)
Glossina nigrofusca hopkinsi (Van Emden, 1944)
Glossina severini (Newstead, 1913)
Glossina schwetzi (Newstead and Evans, 1921)
Glossina tabaniformis (Westwood, 1850)
Glossina vanhoofi (Henrard, 1952)
- Grupo palpalis (moscas tsé-tsé de ribera)

Glossina caliginea (Austen, 1911)
Glossina fuscipes (Newstead, 1911)
Glossina fuscipes fuscipes (Newstead, 1911)
Glossina fuscipes martinii (Zumpt, 1935)
Glossina fuscipes quanzensis (Pires, 1948)
Glossina pallicera (Bigot, 1891)
Glossina pallicera pallicera (Bigot, 1891)
Glossina pallicera newsteadi (Austen, 1929)
Glossina palpalis (Robineau-Desvoidy, 1830)
Glossina palpalis palpalis (Robineau-Desvoidy, 1830)
Glossina palpalis gambiensis (Vanderplank, 1911)
Glossina tachinoides (Westwood, 1850)
Se encuentra en África en selvas donde también se encuentra la malaria, otro tipo de enfermedad transmitida a través de mosquitos.

## Tripanosomiasis

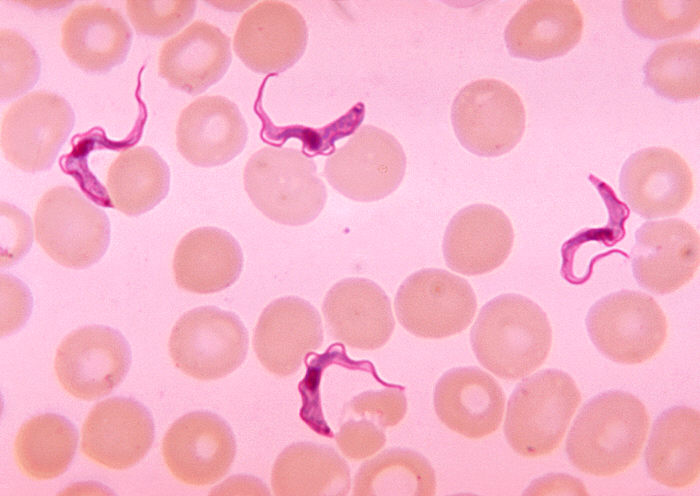
Tripanosomas en un frotis de sangre.

Las moscas tsetsé son vectores biológicos de tripanosomas, lo que significa que en el proceso de alimentación adquieren y luego transmiten pequeños tripanosomas unicelulares de infectados vertebrados. vertebrado hospedador a animales no infectados. Algunas especies de tripanosomas transmitidos por la mosca tsetsé causan tripanosomiasis, una enfermedad infecciosa. En los seres humanos, la tripanosomiasis transmitida por la mosca tsetsé se denomina enfermedad del sueño. En los animales, las tripanosomiasis vectorizadas por la mosca tsetsé incluyen la nagana, la souma (término francés que puede no ser una enfermedad distinta), y surra según el animal infectado y la especie de tripanosoma implicada. El uso no es estricto y aunque nagana se refiere generalmente a la enfermedad en bovinos y equinos se utiliza comúnmente para cualquiera de las tripanosomiasis animales.
Los tripanosomas son parásitos animales, concretamente protozoos del género Trypanosoma. Estos organismos tienen el tamaño aproximado de un glóbulo rojo. Las distintas especies de tripanosomas infectan a distintos huéspedes. Sus efectos sobre los hospedadores vertebrados son muy variados. Algunas especies, como T. theileri, no parecen causar ningún problema de salud, excepto quizás en animales que ya están enfermos.
Algunas cepas son mucho más virulentas. Las moscas infectadas tienen una composición salival alterada que disminuye la eficiencia de la alimentación y, en consecuencia, aumenta el tiempo de alimentación, favoreciendo la transmisión del tripanosoma al hospedador vertebrado. Estos tripanosomas están muy evolucionados y han desarrollado un ciclo vital que requiere periodos tanto en los hospedadores vertebrados como en las moscas tsetsé.

## Impacto social
En la literatura del determinismo ambiental, la mosca tsetsé se ha relacionado con dificultades durante la temprana formación del estado de las zonas donde la mosca es prevalente. Un estudio de 2015 utilizó modelos de crecimiento poblacional, datos fisiológicos y datos etnográficos para examinar las prácticas agrícolas precoloniales y aislar los efectos de la mosca. Se elaboró un «índice de idoneidad de la mosca tsetsé» a partir del crecimiento de la población de insectos, datos climáticos y geoespaciales para simular el estado estacionario de la población de la mosca. Un aumento del índice de idoneidad para la mosca tsetsé se asoció a un debilitamiento estadísticamente significativo de la agricultura, los niveles de urbanización, las instituciones y las estrategias de subsistencia. Los resultados sugieren que la mosca tse-tsé diezmó las poblaciones ganaderas, obligando a los primeros estados a recurrir a mano de obra esclava para desbrozar las tierras de cultivo e impidiendo que los agricultores aprovecharan los fertilizantes naturales de origen animal para aumentar la producción agrícola. Estos efectos a largo plazo pueden haber mantenido baja la densidad de población y desalentado la cooperación entre comunidades a pequeña escala, impidiendo así la formación de naciones más fuertes.
Los autores también sugieren que con una menor carga de mosca tsetsé, África se habría desarrollado de forma diferente. La agricultura (medida por el uso de grandes animales domesticados, la agricultura intensiva, el uso del arado y la tasa de participación femenina en la agricultura), así como las instituciones (medidas por la aparición de la esclavitud indígena y los niveles de centralización) se habrían parecido más a las encontradas en Eurasia. El apoyo cualitativo a esta afirmación procede de hallazgos arqueológicos; por ejemplo, Gran Zimbabue se encuentra en las tierras altas africanas, donde no se da la mosca, y representaba la estructura precolonial más grande y técnicamente más avanzada del África subsahariana meridional.
Otros autores son más escépticos en cuanto a que la mosca tsetsé tuviera una influencia tan inmensa en el desarrollo africano. Un argumento convencional es que la mosca tsetsé dificultó el uso de animales de tiro. De ahí que no se utilizaran tanto las formas de transporte sobre ruedas. Si bien esto es cierto en las zonas con alta densidad de la mosca, existen casos similares fuera de las zonas aptas para la mosca tsetsé. Aunque la mosca tuvo sin duda una influencia relevante en la adopción de nuevas tecnologías en África, se ha afirmado que no representa la única causa fundamental.